# Satyrus chekiangensis
Satyrus chekiangensis är en fjärilsart som beskrevs av Holik 1956. Satyrus chekiangensis ingår i släktet Satyrus och familjen praktfjärilar. Inga underarter finns listade.